# Tubei
Tubei (kinesiska: 土陂) är en socken i östra Kina. Den ligger i Linquan härad i staden Fuyang i provinsen Anhui, omkring 200 kilometer nordväst om provinshuvudstaden Hefei. Antalet invånare är 47477. Befolkningen består av 24 360 kvinnor och 23 117 män. Barn under 15 år utgör 23,0 %, vuxna 15-64 år 65 %, och äldre över 65 år 10,0 %.